# Josh Golden
Josh Golden (ur. 4 sierpnia 1994) – amerykański muzyk popowy. Został umieszczony na Disney Channel. Golden jest obecnie finalistą w konkursie rozgłośni Radio Disney "Next Big Thing", która wprowadza naprzeciw artystów Radio Disney słuchaczy.
Debiutancki Album Josha Josh Golden został wydany 7 lipca, 2009. W grudniu, 2009 Golden rozpoczął tournée po Stanach Zjednoczonych i wystąpił w Universal Citywalk w Los Angeles 6 grudnia, 2009. Jego starszy brat John także jest muzykiem i koncertował z gwiazdą Radio Disney Mitchelem Musso latem 2009 roku. Video z 6 grudnia, pokaz Josha, Johna i gwiazdy
Disney Channel Cody'ego Linleya można oglądać w Internecie.
Przyszłe daty koncertów wymienione są na oficjalnej stronie Myspace Josha. Strona posiada również osiem piosenek Josha i liczne teledyski.

## Życiorys

### Życie osobiste
Golden urodził się w Missouri. Syn Johna Goldena (klasycznego gitarzysty) i Cathy Golden (była muzyk jazzowy). Jego ojciec był członkiem zespołu Pedro the Lion i grał z takimi gwiazdami jak: David Bazan i Damien Jurado. Pojawił się również w teledysku Danielson Family "Did I Step On Your Trumpet". Był na okładkach "Paste Magazine" i "The Other Journal". Golden obecnie mieszka z rodziną w Chesterfield, Missouri. Golden ma dwie siostry Liz i Anne, i brata Johny'ego, którzy również rozpoczynają karierę muzyczną. Golden zaczął grać na gitarze w wieku 10 lat, a śpiewać w wieku 12. Wkrótce Golden rozpoczął pisać swoje własne teksty i melodie, mówiąc: "gdy ktoś inny śpiewa twoje słowa, po prostu nie czujesz się dobrze". Rozpoczął swoją karierę muzyczną od umieszczania filmików na YouTube i MySpace, i zyskał ponad 100 000 fanów, zanim kiedykolwiek zagrał na żywo. Kariera Goldena rozpoczęła się, kiedy Radio Disney zwróciło uwagę na jego popularność, wprowadził go do odbiorców krajowych i wybrał jako część ich promocji "Next Big Thing". Golden uprawia również wszystkie dyscypliny sportowe, w szczególności snowboard i piłkę nożną. Jeśli chodzi o karierę muzyczną, Golden mówi: "Będę grał, wiem co będę pisać, i po prostu napiszę. Dla mnie nie ma żadnych zasad ... piszę o tym co mi w sercu gra".

## Edukacja
Josh ukończył St Louis Elementary School i uczęszcza do Marquette High School. Golden brał lekcje gry na gitarze, perkusji i fortepianie w wieku 10 lat. Josh był uczony przez rodziców tak, jak jego siostra Anna.

## Dyskografia

### Albumy
- Josh Golden (2009)

### EP
- Get Ready For This (2009)
- Feels Like Christmas (2009)

### Single
- "I Fall Down" (2009)
- "Small Town Big City" (2009)
- "Love Story" feat. Savannah Outen (cover utworu Taylor Swift (2009)
- "Feels Like Christmas" (2009)